# Giàng
Giàng hay Yàng hay Yang là tên gọi của vị chúa tể thần linh (ông trời) của các dân tộc Môn-Khmer và Nam Đảo tại Việt Nam theo đa thần giáo, giống như Ngọc hoàng hay Ông Trời theo cách gọi của người Kinh hoặc Thượng đế theo Kitô giáo. Xã hội của người dân tộc Tây Nguyên khi dự định tổ chức một việc gì đó, phải làm lễ để tế lễ lên đến Giàng.

## Các hình thức về quan niệm Giàng
- Nhà Giàng: Nhà sàn dài trong buôn được dành để các dụng cụ và đồ trang sức và vật thờ cúng. Hàng năm tổ chức các cuộc nhảy múa cúng Giàng (Trời, Thần) trong căn nhà này.
- Cúng Giàng: Cúng Trời và các Vị Thần Thánh của buôn. Trong các cuộc cúng Giàng, các thanh niên thiếu nữ vẽ mặt mày, hay đeo các mặt nạ để nhảy múa để triệu hồn các vị Thần về chứng giám buổi lễ.